# Station Pruszcz Gdański
Station Pruszcz Gdański is een spoorwegstation in de Poolse plaats Pruszcz Gdański.